# Ipomoea franciscana
Ipomoea franciscana är en vindeväxtart som beskrevs av Jacques Denys Denis Choisy. Ipomoea franciscana ingår i släktet praktvindor, och familjen vindeväxter. Inga underarter finns listade i Catalogue of Life.